# قرقر (تشادغان)
قرقر (بالإنجليزية: Qorqor)‏ هي قرية تقع في قسم كبوتر سرخ الريفي (مقاطعة تشادغان) في إيران. يقدر عدد سكانها بـ 608 نسمة بحسب إحصاء 2016.